# Fabien Lefèvre
Fabien Lefèvre (Orléans, 18 giugno 1982) è un canoista francese, vincitore della medaglia d'argento ai Giochi olimpici di Pechino 2008 nel K1 slalom.
Nella precedente edizione di Atene 2004, nella stessa gara aveva vinto la medaglia di bronzo.

## Palmarès
- Olimpiadi

Atene 2004: bronzo nel K1 slalom.
Pechino 2008: argento nel K1 slalom.
- Mondiali di slalom

2002 - Bourg-Saint-Maurice: oro nel K1 e bronzo nel K1 a squadre.
2003 - Augusta: oro nel K1.
2005 - Penrith: oro nel K1 a squadre e argento nel K1.
2006 - Praga: oro nel K1 a squadre.